# Everything You Need
Az Everything You Need című dal az ausztrál Madison Avenue harmadik kimásolt kislemeze a The Polyester Embassy című stúdióalbumról. A dal egy feldolgozás, melynek zenei alapjai Uncle Louie Fult Tilt Boogie című 1979-es dalából származik.

## Megjelenések
12"  Ausztrália Vicious Grooves – VG12011CD
1. Everything You Need (Original Mix Edit) 3:43
2. Everything You Need (Mobin Master Remix Edit) 3:28
3. Don't Call Me Baby (Armin Van Buuren Stalker Mix) 6:58
4. Everything You Need (Original 12" Mix) 5:47

## Slágerlista
| Slágerlista (2000)            | Legjobb helyezés |
| ----------------------------- | ---------------- |
| Australian ARIA Singles Chart | 6                |
| Finnish Singles Chart         | 16               |
| UK Singles Chart              | 33               |

### Év végi összesítés
| Év   | Ország    | Helyezés |
| ---- | --------- | -------- |
| 2000 | Australia | 82       |